# Sevilla Fútbol Club 2023-2024
Questa voce raccoglie le informazioni riguardanti il Sevilla Fútbol Club nelle competizioni ufficiali della stagione 2023-2024.

## Maglie e sponsor
|  | Casa | Trasferta | Terza maglia |

## Rosa
Rosa e numerazione aggiornate al 16 febbraio 2024. 
| N. |                            | Ruolo | Calciatore       |
| -- | -------------------------- | ----- | ---------------- |
| 1  | Serbia (bandiera)          | P     | Marko Dmitrović  |
| 2  | Argentina (bandiera)       | D     | Federico Gattoni |
| 2  | Spagna (bandiera)          | D     | Kike Salas       |
| 3  | Spagna (bandiera)          | D     | Adrià Pedrosa    |
| 4  | Argentina (bandiera)       | D     | Gonzalo Montiel  |
| 4  | Spagna (bandiera)          | D     | Sergio Ramos     |
| 5  | Argentina (bandiera)       | A     | Lucas Ocampos    |
| 6  | Serbia (bandiera)          | C     | Nemanja Gudelj   |
| 7  | Spagna (bandiera)          | A     | Suso             |
| 8  | Spagna (bandiera)          | C     | Joan Jordán      |
| 9  | Spagna (bandiera)          | A     | Rafa Mir         |
| 10 | Croazia (bandiera)         | C     | Ivan Rakitić     |
| 10 | Argentina (bandiera)       | A     | Alejo Véliz      |
| 11 | Messico (bandiera)         | A     | Jesús Corona     |
| 11 | Belgio (bandiera)          | A     | Dodi Lukebakio   |
| 12 | Rep. Dominicana (bandiera) | A     | Mariano Díaz     |
| 13 | Marocco (bandiera)         | P     | Yassine Bounou   |
| 13 | Norvegia (bandiera)        | P     | Ørjan Nyland     |

| N. |                      | Ruolo | Calciatore             |
| -- | -------------------- | ----- | ---------------------- |
| 14 | Francia (bandiera)   | D     | Tanguy Nianzou         |
| 15 | Marocco (bandiera)   | A     | Youssef En-Nesyri      |
| 16 | Spagna (bandiera)    | C     | Jesús Navas (capitano) |
| 17 | Argentina (bandiera) | A     | Erik Lamela            |
| 18 | Svizzera (bandiera)  | C     | Djibril Sow            |
| 19 | Argentina (bandiera) | C     | Marcos Acuña           |
| 20 | Brasile (bandiera)   | C     | Fernando               |
| 20 | Spagna (bandiera)    | A     | Isaac Romero           |
| 21 | Spagna (bandiera)    | C     | Óliver Torres          |
| 22 | Francia (bandiera)   | D     | Loïc Badé              |
| 23 | Brasile (bandiera)   | D     | Marcão                 |
| 24 | Francia (bandiera)   | C     | Boubakary Soumaré      |
| 26 | Spagna (bandiera)    | A     | Juanlu                 |
| 42 | Francia (bandiera)   | C     | Lucien Agoumé          |
| 46 | Tunisia (bandiera)   | C     | Hannibal Mejbri        |

## Calciomercato

### Sessione estiva[7]
| Acquisti         | Acquisti            | Acquisti              | Acquisti                  |
| R.               | Nome                | da                    | Modalità                  |
| ---------------- | ------------------- | --------------------- | ------------------------- |
| D                | Loïc Badé           | Rennes                | definitivo (12 milioni €) |
| C                | Djibril Sow         | Eintracht Francoforte | definitivo (10 milioni €) |
| A                | Dodi Lukebakio      | Hertha Berlino        | definitivo (10 milioni €) |
| D                | Sergio Ramos        |                       | svincolato                |
| A                | Mariano Díaz        | Real Madrid           | svincolato                |
| D                | Adrià Pedrosa       | Espanyol              | svincolato                |
| C                | Boubakary Soumaré   | Leicester City        | prestito                  |
| P                | Ørjan Nyland        |                       | svincolato                |
| Altre operazioni |                     |                       |                           |
| R.               | Nome                | da                    | Modalità                  |
| A                | Adnan Januzaj       | İstanbul Başakşehir   | fine prestito             |
| C                | Óscar Rodríguez     | Celta Vigo            | fine prestito             |
| A                | Oussama Idrissi     | Feyenoord             | fine prestito             |
| D                | Federico Gattoni    | San Lorenzo           | fine prestito             |
| A                | Rony Lopes          | Troyes                | fine prestito             |
| D                | José Ángel Carmona  | Elche                 | fine prestito             |
| D                | Ludwig Augustinsson | Maiorca               | fine prestito             |
| C                | Thomas Delaney      | Hoffenheim            | fine prestito             |
| D                | Kike Salas          | Tenerife              | fine prestito             |
| A                | Iván Romero         | Tenerife              | fine prestito             |
| A                | Juanlu Sánchez      | Tenerife              | fine prestito             |
| A                | Luismi Cruz         | Barcellona Atlètic    | fine prestito             |
| P                | Alfonso Pastor      | Castellón             | fine prestito             |

| Cessioni         | Cessioni            | Cessioni            | Cessioni                   |
| R.               | Nome                | a                   | Modalità                   |
| ---------------- | ------------------- | ------------------- | -------------------------- |
| P                | Yassine Bounou      | Al-Hilal            | definitivo (21 milioni €)  |
| A                | Jesús Corona        | Monterrey           | definitivo (3,5 milioni €) |
| D                | Karim Rekik         | Al-Jazira           | definitivo (2 milioni €)   |
| D                | José Ángel Carmona  | Getafe              | prestito                   |
| A                | Rony Lopes          | Braga               | gratuito                   |
| C                | Thomas Delaney      | Anderlecht          | prestito                   |
| A                | Iván Romero         | Levante             | gratuito                   |
| C                | Alejandro Gómez     |                     | svincolato                 |
| D                | Ludwig Augustinsson | Anderlecht          | prestito                   |
| D                | Gonzalo Montiel     | Nottingham Forest   | prestito                   |
| C                | Óscar Rodríguez     | Getafe              | prestito                   |
| A                | Luismi Cruz         | Tenerife            | prestito                   |
| C                | Oussama Idrissi     |                     | svincolato                 |
| Altre operazioni |                     |                     |                            |
| R.               | Nome                | a                   | Modalità                   |
| A                | Bryan Gil           | Tottenham           | fine prestito              |
| D                | Loïc Badé           | Rennes              | fine prestito              |
| C                | Pape Gueye          | Olympique Marsiglia | fine prestito              |
| D                | Alex Telles         | Manchester Utd      | fine prestito              |

### Sessione invernale(dal 2/1 al 31/1)
| Acquisti         | Acquisti        | Acquisti       | Acquisti |
| R.               | Nome            | da             | Modalità |
| ---------------- | --------------- | -------------- | -------- |
| C                | Lucien Agoumé   | Inter          | prestito |
| C                | Hannibal Mejbri | Manchester Utd | prestito |
| A                | Alejo Véliz     | Tottenham      | prestito |
| Altre operazioni |                 |                |          |
| R.               | Nome            | da             | Modalità |

| Cessioni         | Cessioni         | Cessioni   | Cessioni |
| R.               | Nome             | a          | Modalità |
| ---------------- | ---------------- | ---------- | -------- |
| C                | Fernando         | Vila Nova  | gratuito |
| C                | Ivan Rakitić     | Al-Shabab  | gratuito |
| D                | Federico Gattoni | Anderlecht | prestito |
| Altre operazioni |                  |            |          |
| R.               | Nome             | da         | Modalità |

## Risultati

### Primera División

#### Girone di andata
| Arbitro: | Sánchez Martínez |

|               |           |                         |
| En-Nesyri 69’ | Marcatori | 60’ Diakhaby 88’ Guerra |

| Arbitro: | Cuadra Fernández |

|                                   |           |                                       |
| Rioja 7’ Duarte 44’ Kike 54’, 59’ | Marcatori | 15’ (aut.) Abqar 41’ Lamela 90+7’ Mir |

| Arbitro: | Gil Manzano |

|              |           |                              |
| Gudelj 45+2’ | Marcatori | 16’ Herrera 56’ Aleix García |

| Arbitro: | Alberola Rojas |

|              |           |  |
| Llorente 46’ | Marcatori |  |

| Arbitro: | Munuera Montero |

|               |           |  |
| Lukebakio 71’ | Marcatori |  |

| Pamplona 23 settembre 2023, ore 16:15 CEST 6ª giornata | Osasuna             | 0 – 0 referto | Siviglia | Stadio El Sadar (19 670 spett.)\| Arbitro: \| Iglesias Villanueva \| |
| Arbitro:                                               | Iglesias Villanueva |               |          |                                                                      |

| Arbitro: | Cuadra Fernández |

|                                                           |           |                      |
| En-Nesyri 7’ Lukebakio 8’ Suso 38’ Lamela 51’ Salas 90+2’ | Marcatori | 71’ (rig.) L. Suárez |

| Arbitro: | Ortiz Arias |

|                  |           |  |
| Ramos 76’ (aut.) | Marcatori |  |

| Arbitro: | Isidro Díaz de Mera Escuderos |

|                         |           |                            |
| Sow 50’ En-Nesyri 90+6’ | Marcatori | 21’ Valentín 26’ Á. García |

| Arbitro: | Ricardo de Burgos Bengoetxea |

|                  |           |              |
| Alaba 74’ (aut.) | Marcatori | 78’ Carvajal |

| Arbitro: | César Soto Grado |

|                        |           |                         |
| C. Ramos 8’ Machis 28’ | Marcatori | 37’ Ocampos 60’ Rakitić |

| Arbitro: | Hernández Hernández |

|              |           |               |
| Starfelt 22’ | Marcatori | 84’ En-Nesyri |

| Arbitro: | Jesús Gil Manzano |

|             |           |                 |
| Rakitić 79’ | Marcatori | 72’ Ayoze Pérez |

| Arbitro: | Ortiz Arias |

|                               |           |               |
| Dmitrović 3’ (aut.) Sadiq 22’ | Marcatori | 60’ En-Nesyri |

| Arbitro: | de Mera Escuderos |

|           |           |             |
| Salas 75’ | Marcatori | 77’ Morales |

| Arbitro: | Alberola Rojas |

|           |           |  |
| Larin 11’ | Marcatori |  |

| Arbitro: | Juan Luis Pulido Santana |

|  |           |                                                          |
|  | Marcatori | 5’ (rig.) Borja Mayoral 37’ J. Mata 80’ (rig.) Greenwood |

| Arbitro: | Mateo Busquets Ferrer |

|  |           |                                   |
|  | Marcatori | 23’ Pedrosa 32’ Ocampos 49’ Ramos |

| Arbitro: | Sánchez Martínez |

|  |           |                       |
|  | Marcatori | 30’ Vesga 76’ Paredes |

#### Girone di ritorno
| Arbitro: | Hernández Hernández |

|                            |           |                                     |
| Mir 70’ Ocampos 81’ (rig.) | Marcatori | 26’ Tenaglia 40’ Kike 90’ R. Duarte |

| Arbitro: | González Fuertes |

|                                               |           |               |
| Dovbyk 13’, 15’, 19’ Tsygankov 56’ Stuani 89’ | Marcatori | 10’ I. Romero |

| Arbitro: | Cuadra Fernández |

|               |           |             |
| I. Romero 24’ | Marcatori | 55’ Budimir |

| Arbitro: | Hernández Maeso |

|             |           |                    |
| Palazón 29’ | Marcatori | 19’, 45’ En-Nesyri |

| Arbitro: | Iglesias Villanueva |

|               |           |  |
| I. Romero 15’ | Marcatori |  |

| Valencia 17 febbraio 2024, ore 21:00 CET 25ª giornata | Valencia   | 0 – 0 referto | Siviglia | Mestalla\| Arbitro: \| Soto Grado \| |
| Arbitro:                                              | Soto Grado |               |          |                                      |

| Arbitro: | De Mera Escuderos |

|            |           |  |
| Modrić 81’ | Marcatori |  |

| Arbitro: | Busquets Ferrer |

|                                 |           |                                       |
| En-Nesyri 11’, 13’ S. Ramos 65’ | Marcatori | 45+5’ (rig.) André Silva 90+2’ Méndez |

| Arbitro: | De Burgos Bengoetxea |

|                               |           |                           |
| Embarba 38’ Milovanović 90+5’ | Marcatori | 81’ Lukebakio 86’ Ocampos |

| Arbitro: | Hernández Maeso |

|               |           |                                |
| En-Nesyri 18’ | Marcatori | 72’ C. Pérez 78’ Strand Larsen |

| Arbitro: | Iglesias Villanueva |

|  |           |             |
|  | Marcatori | 5’ S. Ramos |

| Arbitro: | Muñiz Ruiz |

|  |           |                               |
|  | Marcatori | 43’ En-Nesyri 90+3’ Lukebakio |

| Arbitro: | Hernández Hernández |

|                             |           |             |
| En-Nesyri 61’ I. Romero 75’ | Marcatori | 90+5’ Prats |

| Arbitro: | Sánchez Martínez |

|                 |           |              |
| Isco 38’ (rig.) | Marcatori | 56’ K. Salas |

| Arbitro: | Busquets Ferrer |

|                                       |           |  |
| Acuña 11’ En-Nesyri 51’ Lukebakio 80’ | Marcatori |  |

| Arbitro: | De Mera Escuderos |

|                                 |           |                           |
| Sørloth 30’, 90+7’ Mosquera 84’ | Marcatori | 26’ (rig.), 44’ En-Nesyri |

| Arbitro: | Ortiz Arias |

|  |           |                    |
|  | Marcatori | 90+6’ S. Guardiola |

| Arbitro: | Pulido Santana |

|                             |           |  |
| Raúl García 17’ Muniain 19’ | Marcatori |  |

| Arbitro: | Iglesias Villanueva |

|               |           |                              |
| En-Nesyri 31’ | Marcatori | 15’ Lewandowski 31’ F. López |

### Coppa del Re
| Arbitro: | Juan Martínez Munuera |

|  |           |                                     |
|  | Marcatori | 22’ Mir 40’ En-Nesyri 90+2’ Pedrosa |

| Arbitro: | Fabián Blanco Rodríguez |

|  |           |                              |
|  | Marcatori | 28’ (rig.) Ramos 68’ Gattoni |

| Arbitro: | Estévez Iglesias |

|               |           |                       |
| Manzanara 50’ | Marcatori | 30’ Marcão 87’ Juanlu |

| Arbitro: | Blanco Rodríguez |

|          |           |                                |
| Mata 23’ | Marcatori | 8’ S. Ramos 48’, 55’ I. Romero |

| Arbitro: | Gil Manzano |

|           |           |  |
| Depay 79’ | Marcatori |  |

### UEFA Champions League

#### Fase a gironi
| Arbitro: | Stieler |

|            |           |             |
| Ocampos 9’ | Marcatori | 24’ Fulgini |

| Arbitro: | Daniele Orsato |

|                               |           |                          |
| De Jong 86’ (rig.) Teze 90+5’ | Marcatori | 14’ Gudelj 87’ En-Nesyri |

| Arbitro: | Glenn Nyberg |

|            |           |                                    |
| Gudelj 58’ | Marcatori | 45+4’ Martinelli 53’ Gabriel Jesus |

| Arbitro: | István Kovács |

|                       |           |  |
| Trossard 29’ Saka 64’ | Marcatori |  |

| Arbitro: | Davide Massa |

|                         |           |                                          |
| Ramos 29’ En-Nesyri 47’ | Marcatori | 68’ Saibari 81’ (aut.) Gudelj 90+2’ Pepi |

| Arbitro: | Felix Zwayer |

|                                     |           |                  |
| Frankowski 63’ (rig.) Fulgini 90+6’ | Marcatori | 79’ (rig.) Ramos |

### Supercoppa UEFA
| Arbitro: | François Letexier |

|                                         |                      |                                    |
| Palmer 63’                              | Marcatori            | 25’ En-Nesyri                      |
| Haaland Álvarez Kovačić Grealish Walker | Tiri di rigore 5 – 4 | Ocampos Mir Rakitić Montiel Gudelj |

### UEFA-CONMEBOL Club Challenge
| Arbitro: | Rade Obrenović |

|                             |                      |                        |
| P. Ortiz 90+1’              | Marcatori            | 10’ Díaz               |
| Jordán Romero Idrissi Gómez | Tiri di rigore 4 – 1 | Faravelli Hoyos Moreno |

## Statistiche

### Statistiche di squadra
| Competizione     | Punti | In casa | In casa | In casa | In casa | In casa | In casa | In trasferta | In trasferta | In trasferta | In trasferta | In trasferta | In trasferta | Totale | Totale | Totale | Totale | Totale | Totale | DR |
| Competizione     | Punti | G       | V       | N       | P       | Gf      | Gs      | G            | V            | N            | P            | Gf           | Gs           | G      | V      | N      | P      | Gf     | Gs     | DR |
| ---------------- | ----- | ------- | ------- | ------- | ------- | ------- | ------- | ------------ | ------------ | ------------ | ------------ | ------------ | ------------ | ------ | ------ | ------ | ------ | ------ | ------ | -- |
| Primera División | 41    | 19      | 6       | 5       | 8       | 27      | 27      | 19           | 4            | 6            | 9            | 21           | 27           | 38     | 10     | 11     | 17     | 48     | 54     | -6 |
| Coppa del Re     | -     | 0       | 0       | 0       | 0       | 0       | 0       | 5            | 4            | 0            | 1            | 10           | 3            | 5      | 4      | 0      | 1      | 10     | 3      | +7 |
| Champions League | 2     | 3       | 0       | 1       | 2       | 4       | 6       | 3            | 0            | 1            | 2            | 3            | 6            | 6      | 0      | 2      | 4      | 7      | 12     | -5 |
| Supercoppa UEFA  | -     | -       | -       | -       | -       | -       | -       | -            | -            | -            | -            | -            | -            | 1      | 0      | 1      | 0      | 1      | 1      | 0  |
| Totale           | -     | 22      | 6       | 6       | 10      | 31      | 33      | 27           | 8            | 7            | 12           | 34           | 36           | 50     | 14     | 14     | 22     | 66     | 70     | -4 |

### Andamento in campionato
| Giornata  | 1  | 2  | 3  | 4  | 5  | 6  | 7  | 8  | 9  | 10 | 11 | 12 | 13 | 14 | 15 | 16 | 17 | 18 | 19 | 20 | 21 | 22 | 23 | 24 | 25 | 26 | 27 | 28 | 29 | 30 | 31 | 32 | 33 | 34 | 35 | 36 | 37 | 38 |
| --------- | -- | -- | -- | -- | -- | -- | -- | -- | -- | -- | -- | -- | -- | -- | -- | -- | -- | -- | -- | -- | -- | -- | -- | -- | -- | -- | -- | -- | -- | -- | -- | -- | -- | -- | -- | -- | -- | -- |
| Luogo     | C  | T  | C  | T  | C  | T  | C  | T  | C  | C  | T  | T  | C  | T  | C  | T  | C  | T  | C  | C  | T  | C  | T  | C  | T  | T  | C  | T  | C  | T  | T  | C  | T  | C  | T  | C  | T  | C  |
| Risultato | P  | P  | P  | P  | V  | N  | V  | P  | N  | N  | N  | N  | N  | P  | N  | P  | P  | V  | P  | P  | P  | N  | V  | V  | N  | P  | V  | N  | P  | V  | V  | V  | N  | V  | P  | P  | P  | P  |
| Posizione | 15 | 19 | 20 | 15 | 18 | 17 | 12 | 15 | 14 | 13 | 14 | 15 | 13 | 15 | 15 | 16 | 17 | 15 | 16 | 17 | 17 | 17 | 15 | 15 | 15 | 15 | 14 | 14 | 16 | 14 | 13 | 12 | 12 | 11 | 12 | 12 | 13 | 13 |

### Statistiche dei giocatori
Sono in corsivo i calciatori che hanno lasciato la società a stagione in corso.
| Giocatore    | Liga     | Liga | Liga        | Liga       | Coppa del Re | Coppa del Re | Coppa del Re | Coppa del Re | UEFA Champions League | UEFA Champions League | UEFA Champions League | UEFA Champions League | Supercoppa UEFA | Supercoppa UEFA | Supercoppa UEFA | Supercoppa UEFA | Totale   | Totale | Totale      | Totale     |
| Giocatore    | Presenze | Reti | Ammonizioni | Espulsioni | Presenze     | Reti         | Ammonizioni  | Espulsioni   | Presenze              | Reti                  | Ammonizioni           | Espulsioni            | Presenze        | Reti            | Ammonizioni     | Espulsioni      | Presenze | Reti   | Ammonizioni | Espulsioni |
| ------------ | -------- | ---- | ----------- | ---------- | ------------ | ------------ | ------------ | ------------ | --------------------- | --------------------- | --------------------- | --------------------- | --------------- | --------------- | --------------- | --------------- | -------- | ------ | ----------- | ---------- |
| M. Acuña     | 21       | 1    | 8           | 0          | 1            | 0            | 0            | 0            | 3                     | 0                     | 0                     | 0                     | 1               | 0               | 0               | 0               | 26       | 1      | 8           | 0          |
| L. Agoumé    | 12       | 0    | 3           | 0          | 1            | 0            | 0            | 0            | 0                     | 0                     | 0                     | 0                     | 0               | 0               | 0               | 0               | 13       | 0      | 3           | 0          |
| L. Badé      | 28       | 0    | 5           | 1          | 2            | 0            | 1            | 0            | 2                     | 0                     | 1                     | 0                     | 1               | 0               | 1               | 0               | 33       | 0      | 8           | 1          |
| D. Benavides | 0        | 0    | 0           | 0          | 2            | 0            | 0            | 0            | 0                     | 0                     | 0                     | 0                     | 0               | 0               | 0               | 0               | 2        | 0      | 0           | 0          |
| Bono         | 1        | -2   | 0           | 0          | 0            | 0            | 0            | 0            | 0                     | 0                     | 0                     | 0                     | 1               | -1              | 0               | 0               | 2        | -3     | 0           | 0          |
| M. Bueno     | 4        | 0    | 1           | 0          | 2            | 0            | 0            | 0            | 0                     | 0                     | 0                     | 0                     | 0               | 0               | 0               | 0               | 6        | 0      | 1           | 0          |
| J. Corona    | 2        | 0    | 0           | 0          | 0            | 0            | 0            | 0            | 0                     | 0                     | 0                     | 0                     | 0               | 0               | 0               | 0               | 2        | 0      | 0           | 0          |
| Mariano Díaz | 9        | 0    | 1           | 0          | 1            | 0            | 0            | 0            | 3                     | 0                     | 1                     | 0                     | 0               | 0               | 0               | 0               | 13       | 0      | 2           | 0          |
| M. Dmitrović | 13       | -25  | 1           | 0          | 2            | -1           | 0            | 0            | 4                     | -8                    | 0                     | 0                     | 0               | 0               | 0               | 0               | 19       | -34    | 1           | 0          |
| Y. En-Nesyri | 33       | 16   | 4           | 0          | 1            | 1            | 0            | 0            | 6                     | 2                     | 0                     | 0                     | 1               | 1               | 0               | 0               | 41       | 20     | 4           | 0          |
| A. Flores    | 0        | -0   | 0           | 0          | 1            | -1           | 0            | 0            | 0                     | 0                     | 0                     | 0                     | 0               | 0               | 0               | 0               | 1        | -1     | 0           | 0          |
| Fernando     | 7        | 0    | 0           | 0          | 1            | 0            | 0            | 0            | 4                     | 0                     | 0                     | 1                     | 0               | 0               | 0               | 0               | 12       | 0      | 0           | 1          |
| F. Gattoni   | 2        | 0    | 0           | 0          | 2            | 1            | 0            | 0            | 0                     | 0                     | 0                     | 0                     | 0               | 0               | 0               | 0               | 4        | 1      | 0           | 0          |
| N. Gudelj    | 22       | 1    | 7           | 0          | 1            | 0            | 0            | 0            | 6                     | 2                     | 1                     | 0                     | 1               | 0               | 0               | 0               | 30       | 3      | 8           | 0          |
| D. Hormigo   | 1        | 0    | 0           | 0          | -            | -            | -            | -            | -                     | -                     | -                     | -                     | -               | -               | -               | -               | 1        | 0      | 0           | 0          |
| A. Januzaj   | 8        | 0    | 0           | 0          | 3            | 0            | 0            | 0            | 0                     | 0                     | 0                     | 0                     | 0               | 0               | 0               | 0               | 11       | 0      | 0           | 0          |
| J. Jordán    | 8        | 0    | 0           | 0          | 2            | 0            | 0            | 0            | 2                     | 0                     | 0                     | 0                     | 0               | 0               | 0               | 0               | 12       | 0      | 0           | 0          |
| Juanlu       | 26       | 0    | 2           | 0          | 4            | 1            | 0            | 0            | 6                     | 0                     | 1                     | 0                     | 1               | 0               | 1               | 0               | 37       | 1      | 4           | 0          |
| E. Lamela    | 13       | 2    | 3           | 0          | 2            | 0            | 1            | 0            | 3                     | 0                     | 1                     | 0                     | 1               | 0               | 1               | 0               | 19       | 2      | 6           | 0          |
| D. Lukebakio | 23       | 5    | 0           | 0          | 0            | 0            | 0            | 0            | 4                     | 0                     | 0                     | 0                     | 0               | 0               | 0               | 0               | 27       | 5      | 0           | 0          |
| Marcão       | 7        | 0    | 2           | 0          | 3            | 1            | 2            | 0            | 0                     | 0                     | 0                     | 0                     | 0               | 0               | 0               | 0               | 10       | 1      | 4           | 0          |
| H. Mejbri    | 6        | 0    | 1           | 0          | 0            | 0            | 0            | 0            | 0                     | 0                     | 0                     | 0                     | 0               | 0               | 0               | 0               | 6        | 0      | 1           | 0          |
| R. Mir       | 15       | 2    | 0           | 0          | 4            | 1            | 1            | 0            | 2                     | 0                     | 1                     | 0                     | 1               | 0               | 0               | 0               | 22       | 3      | 2           | 0          |
| G. Montiel   | 0        | 0    | 0           | 0          | 0            | 0            | 0            | 0            | 0                     | 0                     | 0                     | 0                     | 1               | 0               | 0               | 0               | 1        | 0      | 0           | 0          |
| J. Navas     | 29       | 0    | 5           | 1          | 2            | 0            | 0            | 0            | 4                     | 0                     | 1                     | 0                     | 1               | 0               | 0               | 0               | 36       | 0      | 6           | 1          |
| T. Nianzou   | 8        | 0    | 3           | 0          | 4            | 0            | 1            | 0            | 2                     | 0                     | 0                     | 0                     | 0               | 0               | 0               | 0               | 14       | 0      | 4           | 0          |
| Ø. Nyland    | 24       | -27  | 1           | 0          | 2            | -1           | 0            | 0            | 2                     | -4                    | 0                     | 0                     | 0               | -0              | 0               | 0               | 28       | -32    | 1           | 0          |
| L. Ocampos   | 35       | 4    | 9           | 0          | 4            | 0            | 0            | 0            | 5                     | 1                     | 4                     | 1                     | 1               | 0               | 0               | 0               | 45       | 5      | 13          | 1          |
| Oso          | 0        | 0    | 0           | 0          | 1            | 0            | 0            | 0            | 0                     | 0                     | 0                     | 0                     | 0               | 0               | 0               | 0               | 1        | 0      | 0           | 0          |
| A. Pedrosa   | 31       | 1    | 1           | 0          | 5            | 1            | 1            | 0            | 4                     | 0                     | 0                     | 0                     | 0               | 0               | 0               | 0               | 40       | 2      | 2           | 0          |
| I. Rakitić   | 18       | 2    | 6           | 0          | 1            | 0            | 1            | 0            | 6                     | 0                     | 0                     | 0                     | 1               | 0               | 0               | 0               | 26       | 2      | 7           | 0          |
| S. Ramos     | 28       | 3    | 7           | 1          | 4            | 2            | 1            | 0            | 5                     | 2                     | 2                     | 0                     | 0               | 0               | 0               | 0               | 37       | 7      | 10          | 1          |
| I. Romero    | 14       | 4    | 2           | 0          | 2            | 2            | 0            | 0            | 0                     | 0                     | 0                     | 0                     | 0               | 0               | 0               | 0               | 16       | 6      | 2           | 0          |
| K. Salas     | 23       | 3    | 8           | 0          | 3            | 0            | 0            | 0            | 2                     | 0                     | 1                     | 0                     | 0               | 0               | 0               | 0               | 28       | 3      | 9           | 0          |
| B. Soumaré   | 28       | 0    | 10          | 0          | 2            | 0            | 0            | 0            | 4                     | 0                     | 2                     | 0                     | 0               | 0               | 0               | 0               | 34       | 0      | 12          | 0          |
| D. Sow       | 24       | 1    | 6           | 0          | 3            | 0            | 0            | 0            | 6                     | 0                     | 0                     | 0                     | 0               | 0               | 0               | 0               | 33       | 1      | 6           | 0          |
| Suso         | 29       | 1    | 6           | 1          | 2            | 0            | 0            | 0            | 2                     | 0                     | 0                     | 0                     | 1               | 0               | 0               | 0               | 34       | 1      | 6           | 1          |
| Ó. Torres    | 27       | 0    | 3           | 0          | 4            | 0            | 1            | 0            | 3                     | 0                     | 0                     | 0                     | 1               | 0               | 0               | 0               | 35       | 0      | 4           | 0          |
| A. Véliz     | 6        | 0    | 0           | 0          | -            | -            | -            | -            | -                     | -                     | -                     | -                     | -               | -               | -               | -               | 6        | 0      | 0           | 0          |